# 후지미촌 (군마현)
후지미촌(일본어: 富士見村)은 일본 군마현 중부에 위치했던, 아카기산의 남면에 펼쳐진 정이다 2009년 5월 5일 마에바시시에 편입해 폐지되었다.

## 지리
간토평야의 북서쪽 끝자락에 위치하며, 아카기산 정상 주변에서 남쪽으로 남북으로 긴 마을 지역이다.
아카기산 정상에는 오누마라고 불리는 칼데라 호수가 있으며, 주변에는 물매화 등 고산수가 서식하는 아카만부치라는 습지가 있다. 겨울철 오누마에서의 빙어낚시, 주변의 자작나무와 철쭉이 유명하다. 사계절 내내 이러한 자연으로 물들어 있어 많은 관광객이 방문한다.
마을의 북쪽 절반은 인가가 거의 없고 대부분 숲인 반면, 남쪽 절반은 완만한 구릉지대로 밭농사를 중심으로 한 도시 근교 농업지대이다. 남쪽과 동쪽은 현청 소재지인 마에바시시와 인접해 있어 도시지역 주민이 유입되어 인구가 증가하면서 전국에서 4번째로 인구가 많은 촌이 되었다.

## 역사
- 1889년 4월 1일 - 정촌제 시행에 의해 후지미촌이 성립하였다.
- 1896년 4월 1일 - 군 통합으로 세타군에 소속되었다.
- 2009년 5월 5일, 마에바시시에 편입되어, 마에바시시 후지미 지역이 되었다.

## 마에바시시, 마에바시 광역권과의 합병협의 경과
2001년 여름에 니가타현에서 행해진 마에바시 광역권 5개 시정촌(마에바시·오고정·미야기촌·가스가와촌·후지미촌)의 수장에 의한 회합(소위 「야히코 회담」)에서 「합병 특례법 기한내에 숙도가 높아진 곳부터 순차적으로 합병」이라고 하는 방침이 나와 후지미촌을 포함한 마에바시 지역 합병이 움직이기 시작했다.
야히코 회담에서는 실질적으로는 4정촌이 마에바시시에 편입이라는 데 대체로 합의했으나 후지미촌 의회로부터 제동이 걸리는 형태가 되어 2002년 마에바시 광역권 임의합병협의회가 개최되더라도 참가하지 않았다. 당시의 세키구치 촌장이 의회의 압력도 있어 자립을 표명한바 있다. 이에 따라 촌장은 주민리콜로 인해 실직하였다.
이 리콜로 촌민들로부터 마에바시시와의 합병이라는 민의 표시가 이뤄졌음에도 불구하고 이후 취임한 호시노 촌장은 당초 중립이라는 입장을 취했다가 다시 주민투표 형식으로 민의를 질문받게 되었다. 결과는 합병 찬성이 63%가 압도적으로 많았고, 겨우 마에바시시와의 1시 1촌에서 법정 합병 협의회를 설치하였다. 다른 촌들과의 합병 협의회에 참여하지 않은 것은 이 시점에서는 아직 의회가 합병에 난색을 표하여 앞날이 불투명하고 다른 촌에 폐를 끼치지 않기 위함이다.
마에바시시와 오고·미야기·가스가와의 각 정촌의 합병 협의는 순조롭게 진행되어 2003년 가을에 합병 조인.이 1정 2촌은 2004년 12월 5일 전교시에 편입되었다 .그리고 마에바시·후지미의 합병 협의도 2004년 여름에 「2005년 5월 1일 마에바시시에 편입 합병」으로 매듭지어 조인되었다. 그러나, 그 후 후지미무라 의회가 민의를 무시하고 합병에 반대하였고, 두 차례 나온 합병 의안을 함께 부결시켜 호시노 촌장은 자립을 표명하였다.
2001년 여름에 니가타현에서 행해진 마에바시 광역권 5개 시정촌(마에바시·오코마치·미야기무라·카스가와무라·후지미무라)의 수장에 의한 회합(소위 「야히코 회담」)에서 「합병 특례법 기한내에 숙도가 높아진 곳부터 순차적으로 합병」이라고 하는 방침이 나와 후지미무라를 포함한 마에바시 지역 합병이 움직이기 시작했다.
야히코 회담에서는 실질적으로는 4정촌이 마에바시시에 편입이라는 데 대체로 합의했으나 후지미무라 의회로부터 제동이 걸리는 형태가 되어 2002년 마에바시 광역권 임의합병협의회가 개최되더라도 참가하지 않았다.당시의 세키구치 촌장이 의회의 압력도 있어 자립을 표명.이에 따라 촌장은 주민 리콜로 실직한다.
이 리콜로 마을 주민들로부터 마에바시시와의 합병이라는 민의 표시가 이뤄졌음에도 불구하고 이후 취임한 호시노 촌장은 당초 중립이라는 입장을 취했다가 다시 주민투표 형식으로 민의를 묻게 됐다.결과, 합병 찬성이 63%가 되어, 여기서 겨우 마에바시시와의 1시 1촌에서 법정 합병 협의회를 설치한다.다른 마을과의 합병 협의회에 참여하지 않은 것은 이 시점에서는 아직 의회가 합병에 난색을 표하여 앞날이 불투명하고 다른 마을에 폐를 끼치지 않기 위함이다.
마에바시시와 오호·미야기·카스가와의 각 정촌의 합병 협의는 순조롭게 진행되어 2003년 가을에 합병이 조인되었고, 이 1정 2촌은 2004년 12월 5일 전교시에 편입되었다. 그리고 마에바시·후지미의 합병 협의도 2004년 여름에 「2005년 5월 1일 마에바시시에 편입 합병」으로 매듭지어 조인되었다. 그러나, 그 후 후지미무라 의회가 민의를 무시하고 합병에 반대.두 차례 나온 합병 의안을 함께 부결시켜 호시노 촌장은 자립을 표명했다.
합병이 깨진 후 마에바시 광역권 행정이 소멸함에 따라 소방 등 일부 행정을 마에바시시로 사무 위탁하려 했으나 마에바시시가 일방적인 합병 파기를 이유로 난색을 표했고 결국 현 등의 중재로 위탁을 받아냈다. 이후 합병협의회는 해산하고 합병 조인도 취소하였다.
이에 따라 후지미 촌민은 광역권 행정하에서 우대를 받았던 마에바시 시영재장 이용료나 시립 공과대학 입학료를 비롯한 우대조치가 폐지되어 마에바시 시립 도서관 이용도 시내로 통근, 통학하는 촌민 이외에는 원칙적으로 불가능하게 되었다.
또 10년간의 투자적 사업비가 합병시의 70억엔에 비해 합병하지 않을 경우 130억엔을 전망할 수 있는 것이 자립의 논거 중 하나로 꼽혔지만 실제로는 2005년도의 투자적 경비는 계획의 반액이어서 의회는 분규했다.
그러나 2007년 4월 촌장 선거에서 합병 추진파 후쿠시마 세쓰오가 당선되었고, 촌의원 선거에서도 합병 추진파의 세력이 확대됨에 따라 마에바시 시와의 합병이 탄력을 받아 2008년 1월 15일 합병 협의회가 설치되어 「2009년 5월 5일 마에바시 시 편입 합병」으로 매듭지었다.

## 교통

### 도로
- 국도 제353호선